# Dorylus acutus
Dorylus acutus är en myrart som beskrevs av Santschi 1937. Dorylus acutus ingår i släktet Dorylus och familjen myror. Inga underarter finns listade i Catalogue of Life.